# Kakkonen
Kakkonen ist seit 2024 die vierthöchste Spielklasse im finnischen Fußball der Männer. Die Spielklasse wird unter Leitung des Suomen Palloliitto ausgerichtet. Bis 2023 war sie die dritthöchste Spielklasse.

## Modus
In der Spielklasse treten 30 Mannschaften in drei verschiedenen Gruppen jeweils zweimal gegeneinander an. Die besten vier Teams jeder Gruppe ermitteln im Anschluss an die reguläre Saison an drei Spieltagen die jeweiligen Gruppensieger, die in die dritte Spielklasse Ykkönen aufsteigen. Die letzten zwei Vereine jeder Gruppe steigen in die fünfte Spielklasse (Kolmonen) ab.

## Mannschaften der Saison 2025
| Verein                  | Stadt        |
| ----------------------- | ------------ |
| Grankulla IFK           | Kauniainen   |
| Haminan Pallo-Kissat    | Hamina       |
| FC Honka Espoo          | Espoo        |
| Järvenpään PS           | Järvenpää    |
| Myllykosken Pallo -47   | Myllykoski   |
| PEPO Lappeenranta       | Lappeenranta |
| Lahden Reipas           | Lahti        |
| Puistolan Urheilijat    | Helsinki     |
| FC Vajakoski            | Vaajakoski   |
| Vantaan Jalkapalloseura | Vantaa       |

| Verein                       | Stadt       |
| ---------------------------- | ----------- |
| Atlantis FC Akatemia         | Helsinki    |
| Hämeenlinnan Jalkapalloseura | Hämeenlinna |
| Helsingin Pallo-Pojat        | Helsinki    |
| Helsingin Palloseura         | Helsinki    |
| Musan Salama                 | Pori        |
| FC Kiffen 08                 | Helsinki    |
| Nurmijärven Jalkapalloseura  | Nurmijärvi  |
| Tampereen Ilves 2            | Tampere     |
| Tampereen Pallo-Veikot       | Tampere     |
| Pallo-Iirot Rauma            | Rauma       |

| Verein                  | Stadt     |
| ----------------------- | --------- |
| Gamlakarleby BK         | Kokkola   |
| Jakobstads BK           | Jakobstad |
| JS Hercules             | Oulu      |
| Kuopion Elo             | Kuopio    |
| Närpes Kraft FF         | Närpes    |
| Oulunsalon Pallo        | Oulu      |
| Seinäjoen JK Akatemia-2 | Seinäjoki |
| Vaasan PS Akatemia      | Vaasa     |
| Tornion Pallo -47       | Tornio    |
| Vasa IFK                | Vaasa     |